# بيوركسيف
بيوركسيف (بالإنجليزية: bioRxiv)‏ هو أرشيف متاح للوصول المفتوح للعلوم البيولوجية اشترك في تأسيسه جون إنجليز وريتشارد سيفر في نوفمبر 2013.

## المجالات
يقبل التخصصات التالية:
- علم السلوك الحيواني وذكاء الحيوانات
- كيمياء حيوية
- هندسة حيوية
- معلوماتية حيوية
- فيزياء حيوية
- سرطان
- علم الأحياء الخلوي
- تجربة سريرية
- علم الأحياء النمائي
- علم البيئة
- وبائيات
- علم الأحياء التطوري
- علم الوراثة
- علم الجينوم
- علم المناعة
- علم الأحياء الدقيقة
- علم الأحياء الجزيئي
- علوم عصبية
- علم الأحياء القديمة
- علم الأمراض
- علم الأدوية وعلم السموم
- علم وظائف الأعضاء
- علم النبات
- تواصل علمي وتعليم العلوم
- علم الأحياء التركيبي
- علم أنظمة الأحياء
- علم الحيوان